# Type de personnalité
 (mai 2023).
La mise en forme du texte ne suit pas les recommandations de Wikipédia : il faut le « wikifier ».
Les points d'amélioration suivants sont les cas les plus fréquents. Le détail des points à revoir est peut-être précisé sur la page de discussion.
- Les titres sont pré-formatés par le logiciel. Ils ne sont ni en capitales, ni en gras.
- Le texte ne doit pas être écrit en capitales (les noms de famille non plus), ni en gras, ni en italique, ni en « petit »…
- Le gras n'est utilisé que pour surligner le titre de l'article dans l'introduction, une seule fois.
- L'italique est rarement utilisé : mots en langue étrangère, titres d'œuvres, noms de bateaux, etc.
- Les citations ne sont pas en italique mais en corps de texte normal. Elles sont entourées par des guillemets français : « et ».
- Les listes à puces sont à éviter, des paragraphes rédigés étant largement préférés. Les tableaux sont à réserver à la présentation de données structurées (résultats, etc.).
- Les appels de note de bas de page (petits chiffres en exposant, introduits par l'outil «  Source ») sont à placer entre la fin de phrase et le point final[comme ça].
- Les liens internes (vers d'autres articles de Wikipédia) sont à choisir avec parcimonie. Créez des liens vers des articles approfondissant le sujet. Les termes génériques sans rapport avec le sujet sont à éviter, ainsi que les répétitions de liens vers un même terme.
- Les liens externes sont à placer uniquement dans une section « Liens externes », à la fin de l'article. Ces liens sont à choisir avec parcimonie suivant les règles définies. Si un lien sert de source à l'article, son insertion dans le texte est à faire par les notes de bas de page.
- La présentation des références doit suivre les conventions bibliographiques. Il est recommandé d'utiliser les modèles {{Ouvrage}}, {{Chapitre}}, {{Article}}, {{Lien web}} et/ou {{Bibliographie}}. Le mode d'édition visuel peut mettre en forme automatiquement les références.
- Insérer une infobox (cadre d'informations à droite) n'est pas obligatoire pour parachever la mise en page.

Pour une aide détaillée, merci de consulter Aide:Wikification.
Si vous pensez que ces points ont été résolus, vous pouvez retirer ce bandeau et améliorer la mise en forme d'un autre article.
En psychologie, les types de personnalité font référence à la classification psychologique de différents types d'individus. Les types de personnalité sont parfois distingués des traits de personnalité, ces derniers incarnant un groupe plus restreint de tendances comportementales, alors que les types de personnalités se veulent de traduire les tendances principales d'un individu. On dit parfois que les types impliquent des différences qualitatives entre les personnes, alors que les traits de personnalité peuvent être interprétés comme des différences quantitatives. Selon les théories des types, par exemple, les introvertis et les extravertis sont deux catégories de personnes fondamentalement différentes. Selon les théories des traits, l'introversion et l'extraversion font partie d'une dimension continue, avec de nombreuses personnes au milieu. Contrairement aux traits de personnalité, l'existence de types de personnalité reste extrêmement controversée,.

## Typologies de la personnalité cliniquement efficaces
Les typologies de la personnalité efficaces révèlent et augmentent les connaissances et la compréhension des individus, à l'inverse des stéréotypes qui diminue leur connaissance et compréhension. Les typologies efficaces permettent également une capacité accrue à prédire des informations pertinentes sur les personnes et à développer des stratégies de traitement efficaces.
Il existe une abondante littérature sur le sujet de la classification des différents types de tempérament humain et une littérature tout aussi abondante sur les traits ou domaines de personnalité. Ces systèmes de classification tentent de décrire la personnalité de chaque individu, et mettent l'accent sur les caractéristiques prédominantes des différents types de tempérament et de personnalité; ils sont largement du ressort de la discipline de la psychologie. Les troubles de la personnalité, quant à eux, reflètent le travail de la psychiatrie, une spécialité médicale, et sont axés sur la maladie. Ils sont classés dans le Manuel diagnostique et statistique (DSM), un produit de l'American Psychiatric Association.

## Types vs traits
Le terme type n'a pas été utilisé de manière constante en psychologie et est devenu la source d'une certaine confusion. De plus, parce que les résultats des tests de personnalité tombent généralement sur une courbe en cloche plutôt que dans des catégories distinctes, les théories du type de personnalité ont fait l'objet de critiques considérables parmi les chercheurs en psychométrie. Une étude comparant directement un instrument « type » (le MBTI) à un instrument « trait » (le NEO PI) a révélé que la mesure du trait était un meilleur prédicteur des troubles de la personnalité. En raison de ces problèmes, la psychologie s'est éloignée des théories des types de personnalité. La plupart des chercheurs pensent à présent qu'il est impossible d'expliquer la diversité de la personnalité humaine avec un petit nombre de types discrets. Ils recommandent plutôt les modèles utilisant les traits, tels que le Big Five,,.

## Théories des types
- Une première forme de théorie des indicateurs de type de personnalité était le système des quatre tempéraments de Galien, basé sur le modèle des quatre humeurs d'Hippocrate ; un système étendu à cinq tempéraments basé sur la théorie classique a été publié en 1958.
- Un exemple de types de personnalité est la théorie de la personnalité de type A et de type B. Selon cette théorie, les personnes impatientes et ambitieuses sont classées dans le type A, tandis que les personnes faciles à vivre et détendues sont désignées dans le type B. La théorie suggérait à l'origine que les personnes de type A étaient plus à risque de maladie coronarienne, mais cette affirmation n'a pas été étayée par des recherches empiriques[10].
- Une étude suggère que les personnes ayant des personnalités de type A sont plus susceptibles de développer des troubles de la personnalité, tandis que les personnalités de type B sont plus susceptibles de devenir alcooliques[11].
- Le psychologue du développement Jerome Kagan est un éminent défenseur de la théorie des indicateurs de type. Il suggère que les enfants timides et retirés sont mieux perçus comme ayant un tempérament inhibé, qui est qualitativement différent de celui des autres enfants[12].
- Pour des raisons de convenance, les théoriciens des traits utilisent parfois le terme type pour décrire une personne qui obtient un score exceptionnellement élevé ou faible sur un trait de personnalité particulier. Hans Eysenck fait référence aux facteurs de personnalité superordonnés en tant que types, et aux traits associés plus spécifiques en tant que traits.
- Plusieurs théories de la psychologie populaire (par exemple, les hommes viennent de Mars, les femmes viennent de Vénus, l'ennéagramme ) s'appuient sur l'idée de types de personnes distinctement différents.
- Nancy McWilliams distingue huit personnalités psychanalytiques : psychopathe (antisociale), narcissique, schizoïde, paranoïaque, dépressive et maniaque, masochiste (autodestructrice), obsessionnelle et compulsive, hystérique (histrionique) et une psychologie dissociative[13].

## Carl Jung
L'une des idées les plus influentes trouve son origine dans les travaux théoriques de Carl Jung publiés dans le livre Types psychologiques. L'édition originale en langue allemande, Psychologische Typen, a été publiée pour la première fois par Rascher Verlag, Zurich, en 1921. D'autres typologies, telles que la Socionique, le MBTI, et le Tempérament psychologique de David Keirsey viennent de la théorie jungienne,.
L'intérêt de Jung pour la typologie est né de son désir de réconcilier les théories de Sigmund Freud et d'Alfred Adler et de définir en quoi sa propre perspective différait des leurs. Jung a écrit: "En essayant de répondre à cette question, je suis tombé sur le problème des types; car c'est le type psychologique d'une personne qui, dès le départ, détermine et limite son jugement." (Jung, [1961] 1989:207) Il a conclu que la théorie de Freud était extravertie et celle d'Adler introvertie. (Jung, [1921] 1971 : par. 91) Jung est devenu convaincu que l'acrimonie entre les camps adlérien et freudien était due à cette existence non reconnue d'attitudes psychologiques fondamentales différentes, ce qui a conduit Jung "à concevoir les deux théories controversées de la névrose comme des manifestations d'une opposition entre des types." (Jung, 1966: par. 64)

### Quatre fonctions de la conscience
Dans le livre Types psychologiques, Jung a classé les gens en types primaires de fonction psychologique.
Il a proposé l'existence de deux paires dichotomiques de fonctions cognitives :
- Les fonctions « rationnelles » (de jugement) : pensée (logique) et sentiment
- Les fonctions « irrationnelles » (de perception) : sensation et intuition

Jung a poursuivi en suggérant que ces fonctions sont exprimées sous une forme introvertie ou extravertie:17.
Selon Jung, la psyché est un mécanisme d'adaptation et d'orientation, et se compose d'un certain nombre de fonctions psychiques différentes. Parmi celles-ci, il distingue quatre fonctions de base :
- sensation — perception au moyen de l'appréhension immédiate de la relation visible entre le sujet et l'objet
- intuition - perception des processus en arrière-plan ; par exemple les pulsions inconscientes et/ou les motivations d'autres personnes
- pensée — fonction de la cognition intellectuelle ; la formation de conclusions logiques
- sentiment - fonction d'estimation subjective, avec une pensée axée sur les valeurs

Les fonctions de pensée et de sentiment sont rationnelles, tandis que celles de sensation et d'intuition sont non-rationnelles. Selon Jung, la rationalité consiste en des pensées figuratives, des sentiments ou des actions motivées par la raison. Les fonctions rationnelles développent un point de vue basé sur un ensemble de critères et de normes. La non-rationalité n'est pas fondée sur la raison. Jung note que les faits élémentaires sont également non rationnels, non parce qu'ils sont illogiques mais parce que, en tant que pensées, ils ne sont pas des jugements.

Caractéristiques comportementales et psychologiques distinguant l'introversion et l'extraversion, qui sont généralement conçues comme s'inscrivant dans un continuum.

La psychologie analytique distingue plusieurs tempéraments ou types psychologiques.
- Extraverti
- Introverti

L'extraversion signifie "tourné vers l'extérieur" et l'introversion signifie "tourné vers l'intérieur". Ces définitions spécifiques varient quelque peu de l'usage habituel de ces mots.
La préférence pour l'extraversion ou l'introversion est souvent appelée attitude. Chacune des fonctions cognitives peut opérer dans le monde externe des comportements, des l'action, des personnes et des choses (attitude extravertie), ou dans le monde interne des idées et de la réflexion (attitude introvertie). Les personnes qui préfèrent l'extraversion puisent leur énergie dans des données externes objectives. Ils cherchent à expérimenter et à fonder leurs jugements sur des données du monde extérieur. À l'inverse, ceux qui préfèrent l'introversion puisent leur énergie dans des données subjectives, internes. Ils cherchent à expérimenter et à fonder leurs jugements sur des données du monde intérieur.
Le type d'attitude pourrait être considéré comme le flux de libido (énergie psychique). Les fonctions sont modifiées par les deux principaux types d'attitudes : l'extraversion et l'introversion. Chez toute personne, le degré d'introversion ou d'extraversion d'une fonction peut être très différent de celui d'une autre fonction.

### Quatre fonctions: sensation, intuition, pensée, sentiment
Jung a identifié deux paires de fonctions psychologiques :
- Les deux fonctions irrationnelles (de perception), la sensation et l'intuition
- Les deux fonctions rationnelles (de jugement), la pensée logique et le sentiment

La sensation et l'intuition sont des fonctions irrationnelles (de perception), ce qui signifie qu'elles recueillent des informations. Elles décrivent comment l'information est reçue et vécue. Les personnes qui préfèrent la sensation sont plus susceptibles de faire confiance aux informations réelles, concrètes et factuelles, ce qui signifie qu'elles recherchent l'information elle-même. Elles recherchent des détails discernables. Pour eux, le sens et la signification sont dans les données elles-mêmes. D'autre part, ceux qui préfèrent l'intuition ont tendance à faire confiance aux informations potentielles ou hypothétiques, qui peuvent être associées à d'autres informations possibles. Ils sont plus intéressés par les possibilités cachées via l'inconscient. Le sens est dans la potentialité de l'information : ce qu'elle pourrait être et comment elle pourrait être.
La pensée et le sentiment sont des fonctions rationnelles (de jugement), ce qui signifie qu'elles forment des jugements ou prennent des décisions rationnelles, sur la base des données reçues via les fonctions de perception (sensation ou intuition). Ceux qui préfèrent la fonction de pensée ont tendance à juger les choses d'un point de vue plus détaché, et à prendre des décisions sur la base de ce qui est logique, causal, cohérent et fonctionnel. Ceux qui préfèrent la fonction de sentiment ont tendance à former des jugements en évaluant la situation ; décider de la valeur de la situation. Ils mesurent la situation par ce qui est agréable ou désagréable, aimé ou détesté, harmonieux ou inharmonieux, etc.
Les personnes qui préfèrent la fonction pensée ne pensent pas nécessairement « mieux » au sens courant du terme que ceux qui préfèrent la fonction sentiment qui est considérée comme une manière tout aussi rationnelle de prendre des décisions (et la typologie de Jung fait un discernement de préférence, pas de capacité). De même, ceux qui préfèrent la fonction sentiment n'ont pas nécessairement de « meilleures » réactions émotionnelles que ceux qui préfèrent la fonction de pensée.

### Fonction dominante
Les quatre fonctions sont utilisées à des moments différents selon les circonstances. Cependant, l'une des quatre fonctions est généralement utilisée de manière plus dominante, compétente, consciente et confiante que les trois autres. Selon Jung, la fonction dominante est supportée par deux fonctions auxiliaires. (Généralement, dans la théorie du MBTI, la première fonction auxiliaire est appelée fonction auxiliaire ou fonction secondaire et la deuxième fonction auxiliaire est appelée fonction tertiaire.) La quatrième fonction, la moins consciente, est toujours l'opposée de la fonction dominante. Jung appelait cela la "fonction inférieure" et Myers l'appelait parfois aussi la "fonction fantôme" :84.
Le modèle typologique de Jung considère le type psychologique comme similaire à la main gauche ou à la main droite : les façons préférées d'agir et de pensées sont innées ou acquises. Ces différences psychologiques sont classées en quatre paires opposées, ou dichotomies, avec huit types psychologiques possibles. Les gens ont tendance à trouver plus difficile d'utiliser leurs préférences psychologiques opposées, même s'ils peuvent devenir plus compétents (et donc flexibles sur le plan comportemental) avec la pratique et le développement.
Les quatre fonctions opèrent en conjonction avec les attitudes (extraversion et introversion). Chaque fonction est utilisée de manière extravertie ou introvertie. Une personne dont la fonction dominante est l'intuition extravertie, par exemple, utilise l'intuition très différemment de quelqu'un dont la fonction dominante est l'intuition introvertie.
Les huit types psychologiques sont les suivants :
- Sensation extravertie
- Sensation introvertie
- Intuition extravertie
- Intuition introvertie
- Pensée extravertie
- Pensée introvertie
- Sentiment extraverti
- Sentiment introverti

Jung a émis l'hypothèse que la fonction dominante caractérise la conscience, tandis que son contraire est refoulé et caractérise l'activité inconsciente. Généralement, nous avons tendance à privilégier notre fonction dominante, la plus développée, alors que nous pourrions élargir notre personnalité en développant les autres. De surcroît, Jung a noté que l'inconscient a souvent tendance à se révéler plus facilement à travers la fonction inférieure d'une personne, la moins développée. La rencontre avec l'inconscient et le développement des fonctions sous-développées tendent donc à progresser ensemble.
Lorsque les fonctions inférieures inconscientes ne se développent pas, il en résulte un déséquilibre. Dans l'ouvrage Types psychologiques, Jung décrit en détail les conséquences des tensions entre les complexes associés aux fonctions de dominantes et inférieures chez les individus fortement unilatéraux.

### Types psychologiques et inquiétude
La relation entre l'inquiétude – la tendance à avoir des pensées et des images mentales qui créent et tournent autour d'émotions négatives, et l'expérience d'un niveau fréquent de peur – et le modèle de types psychologiques de Jung a fait l'objet d'études. En particulier, l'analyse corrélationnelle a montré que la tendance à s'inquiéter est significativement liée aux dimensions d'Introversion et de Sentiment de Jung. De même, l'inquiétude a montré des corrélations solides avec la timidité et la peur des situations sociales. La tendance d'une personne inquiète à avoir peur des situations sociales pourrait le faire paraître plus renfermé.
Le modèle de Jung suggère que la dimension supérieure de la personnalité est l'introversion et l'extraversion. Les introvertis sont susceptibles de se rapporter au monde extérieur en écoutant, en réfléchissant, en étant réservés et en ayant des intérêts ciblés. Les extravertis, quant à eux, s'adaptent facilement et sont en phase avec le monde extérieur. Ils préfèrent interagir avec le monde extérieur en parlant, en participant activement, en étant sociables, expressifs et en ayant des intérêts variés. Jung (1921) a également identifié deux autres dimensions de la personnalité : Intuition - Sensation et Pensée - Sentiment. Les types de Sensation ont tendance à se concentrer sur la réalité des situations présentes, à prêter une attention particulière aux détails et à se préoccuper des aspects pratiques. Les types Intuitifs se concentrent sur la vision d'un large éventail de possibilités pour une situation et favorisent les idées, les concepts et les théories plutôt que les données. Les types de Pensée utilisent un raisonnement objectif et logique pour prendre leurs décisions, sont plus susceptibles d'analyser les stimuli de manière logique et détachée, d'être plus stables émotionnellement et d'obtenir un score plus élevé en intelligence. Les types de Sentiment portent des jugements basés sur des valeurs subjectives et personnelles. Dans la prise de décision interpersonnelle, les types de Sentiment ont tendance à mettre l'accent sur le compromis pour assurer une solution bénéfique pour tout le monde. Ils ont également tendance à être un peu plus névrosés que les types pensants. La tendance de l'inquiet à éprouver un affect effrayant pourrait se manifester dans le type de sentiment de Jung.